# Kuklík potoční

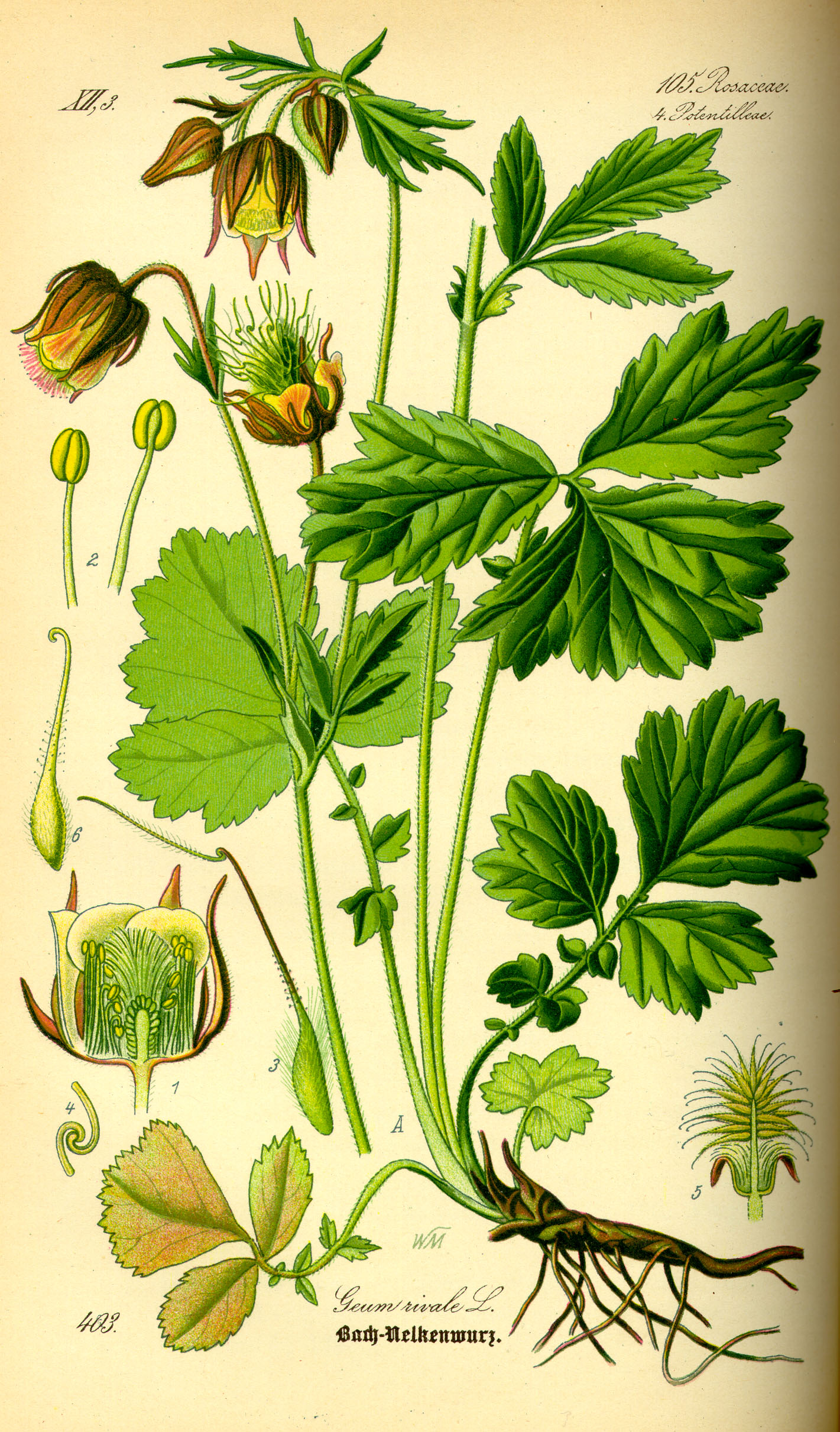
Kuklík potoční (Geum rivale)

Kuklík potoční (Geum rivale) je vytrvalá bylina z čeledi růžovitých (Rosaceae). Vyhledává vlhčí stanoviště kolem potoků, na vlhkých loukách či v okolí pramenišť a rašelinišť. V roce 2007 se stal německou Rostlinou roku.

## Popis
Kuklík potoční je vytrvalá rostlina, která dorůstá do výšky patnáct až sedmdesát centimetrů. Lodyha je přímá, jen v horní části chudě větvená, červeně naběhlá, hustě chlupatá a žláznatá. Přízemní listy mají delší řapík, jsou přerušovaně zpeřené a mají velký trojlaločný koncový lístek. Horní lodyžní lístky jsou jen mírně laločnaté. Převislé květy jsou zvonkovitě polorozevřené. Kališní lístky bývají hnědočervené a hustě chlupaté. Korunní lístky mají načervenalou až okrovou barvu, jsou tmavě žilkované a delší než kališní cípy. V období plodu se stopky napřímí. Kališní lístky během plodu jsou přímé nebo přímo odstálé. Čnělky jsou esovitě ohnuté, v ohbí pak rozdělené na dvě části. Horní část čnělky je opadavá, spodní vytrvalá část čnělky je dlouhá asi 1 cm. Plody jsou nažky s chlupatými zobánky, tvořící rozčepýřené souplodí. Rostliny jsou opylovány včelami, méně často pak mouchami nebo brouky. Šíření semen je zoochorní. Kvete od května do června a ve vyšších polohách až do července.

## Výskyt
Kuklík potoční nalezneme růst nejčastěji na březích potoků, vlhkých, zejména rašelinných loukách, olšinách, horských nivách. Objevuje se na slabě kyselých půdách, které jsou bohatší na živiny. Vyhovují mu půdy hlinité až jílovité s vyšší hladinou podzemní vody.

## Rozšíření v Česku
V Česku se hojně vyskytuje na horách, směrem do nížin však ubývá nejen kvůli přirozenému snižování četnosti vhodných lokalit, ale i vinou jejich přeměny na zemědělskou půdu. V nejteplejších a nejsušších oblastech neroste. Nalezneme jej například v oblasti Krkonoš, Hrubého Jeseníku nebo Podkrušnohorské pánve.

## Celkové rozšíření
Evropa: na severu včetně Islandu a celé Skandinávie a Finska, na jihu přibližně po 40–45° s. š. (ve Středozemí jen v horách), na východě po Ural a Kavkaz; středoasijské pohoří mezi 40–60° s. š. (na východě k jezeru Bajkal)
Severní Amerika přibližně mezi 35–55° s. š.

## Význam
Dnes se využívá jen minimálně, dříve byl často sbírán pro účely lidového léčitelství. Používal se proti horečce, krvácení, srdeční slabosti a žaludečním potížím. Má účinky potopudné, antibakteriální, působí proti únavě a úzkosti, lze použít proti zánětu spojivek. Sbíranou částí je kořen. Pro jeho výrazné aroma je možno ho použít i jako koření. Vůně oddenku rostliny může mírně připomínat hřebíček.